# Хэй-Драммонд, Томас, 11-й граф Кинньюл
Томас Роберт Хэй-Драммонд, 11-й граф Кинньюл (англ. Thomas Hay-Drummond, 11th Earl of Kinnoull; 5 апреля 1785 — 18 февраля 1866) — шотландский аристократ. С 1787 по 1804 год носил титул учтивости виконт Дапплин. Занимал должности лорда Лайона (1804—1866), великого мастера Великой ложи Шотландии (1826—1827) и лорда-лейтенанта Пертшира (1830—1866).

## Биография
Родился 5 апреля 1785 года в Бате, графство Сомерсет, Англия. Старший сын Роберта Хэя-Драммонда, 10-го графа Кинньюла (1751—1804), и его второй жены Сары Харли (? — 1837), дочери Томаса Харли (1730—1804), лорда-мэра Лондона. Учился в Вестминстерской школе в Вестминстере (Лондон). Томас Хэй-Драммонд занимал пост лорда Лайона, главного герольдмейстера Шотландии с 1804 по 1866 год, сменив своего отца на этом посту.
Он служил полковником Пертширской милиции с 1809 по 1855 год, а с 1830 по 1866 год был лордом-лейтенантом Пертшира.
17 августа 1824 года лорд Кинньюл женился на Луизе Бертон Роули (? — 6 марта 1885), дочери сэра Чарльза Роули, 1-го баронета (1770—1845), и Элизабет Кинг. У супругов было девять детей:
- Леди Луиза Хэй-Драммонд (? 0 4 сентября 1898), с 1843 года вышла замуж за сэра Томаса Монкриффа, 7-го баронета (1822—1879). Одной из их дочерей была Джорджина Уорд, графиня Дадли
- Джордж Хэй-Драммонд, 12-й граф Кинньюл (16 июля 1827 — 30 января 1897), старший сын и преемник отца
- Леди Сара Хэй-Драммонд (4 декабря 1828 — 17 февраля 1859), с 1848 года замужем за Хью Чамли, 2-м бароном Деламером из Вейл-Ройяла (1811—1877)
- Роберт Хэй-Драммонд (25 июля 1831 — 1 октября 1855), погиб от ран во время осады Севастополя
- Леди Фрэнсис Хэй-Драммонд (ок. 1832 — 31 января 1886), муж с 1852 года полковник Ричард Томас Ллойд (? — 1898)
- Артур Хэй-Драммонд (30 марта 1833 — 28 января 1900), капитан Королевского флота, унаследовал поместья Кромликс и Инверпефрей. В 1855 году женился на Кэтрин Дерби (? — 1922)[5]
- Леди Элизабет Хэй-Драммонд (1835 — 24 февраля 1902), 1-й муж с 1856 года сэр Фредерик Леопольд Артур, 2-й баронет (1816—1878), сын генерал-лейтенанта достопочтенного сэра Джорджа Артура, 1-го баронета, и Элизы Ашер Смит; 2-й муж с 1883 года преподобный каноник Эрнест Эдвард Дагмар
- Леди Августа София Хэй-Драммонд (ок. 1836 — 23 июля 1915), муж с 1856 года Джон Файнс Туислтон-Уайкхем-Файнс, 17-й барон Сэй и Сил (1830—1907), мать Джеффри Туислтона-Уайкхема-Файнса, 18-го барона Сэя и Сила
- Чарльз Роули Хэй-Драммонд (10 октября 1836 — 23 мая 1918), жена с 1858 года на Арабелле Огасте Мейрик, дочери подполковника Уильяма Генри Мейрика и леди Лауры Вэйн.

Граф Кинньюл скончался в Торки, графство Девон, где он прожил последние шесть месяцев своей жизни. Графство перешло к его старшему сыну Джорджу Хэю.

## Титулатура
- 11-й граф Кинньюл (с 12 апреля 1804)
- 11-й виконт Дапплин (с 12 апреля 1804)
- 11-й лорд Хэй из Кинфаунса (с 12 апреля 1804)
- 4-й барон Хэй из Пидвардайна (с 12 апреля 1804)
- 5-й виконт Дапплин (с 12 апреля 1804).